# Fabian de Randamie
Fabian de Randamie is een Surinaams kunstenaar. Hij gaf meerdere solo-exposities en staat bekend om zijn streetart. Hij maakte enkele grote muurschilderingen, zoals de SDG Butterfly Mural op een universiteitsgebouw en de muurschildering op het Belastingkantoor aan het Kerkplein, beide in Paramaribo.

## Biografie
Fabian de Randamie volgde vanaf 2007 een aantal jaar de Nola Hatterman Art Academy. Met materialen die hij ter beschikking had maakte hij werk langs de grens van het zichtbare en onzichtbare. Op de Hatterman Academy viel zijn werk en passie op bij daar aanwezige docenten van de Nederlandse Gerrit Rietveld Academie. Hij kreeg het advies zich daar aan te melden voor een studie en werd in 2011 toegelaten.
In april 2015 was hij met een kunstenaarsteam vanuit Switi Rauw betrokken bij het streetartproject Everyday Heroes. Zij moesten onderwerpen kiezen van personen waar zij bewondering voor hadden en De Randamie koos, zoals vaker, voor zijn zoon. Later dat jaar maakte hij samen met andere kunstenaars muurschilderingen op de buitenmuren van de De J.E. Dennertschool.
In mei 2015 gaf hij een optreden met live painting tijden de Poetry & Beyond Sessions.
Hij geeft tussendoor ook trainingen in kunst, zoals aan kinderen in de Palmentuin (2015) en voor de Social Army (2023) en aan leerlingen tijdens een kunst-uitwisselingsproject tussen Surinaamse en Nederlandse scholen op de Wakapasi om een klimaatposter te maken (2023). In mei 2022 gaf hij kunstlessen aan jonge gedetineerden.
In 2021 maakte hij de SDG Butterfly Mural, een muurschildering op gebouw 6, een van de gebouwen van de Anton de Kom Universiteit van Suriname. Een nog grotere muurschildering, de grootste van Suriname, was de muurschildering op het Belastingkantoor aan het Kerkplein. Dit schilderwerk voerde hij uit met hulp van een team van zes jonge kunstenaars op een oppervlakte van 22 bij 10 meter.

## Solo-exposities

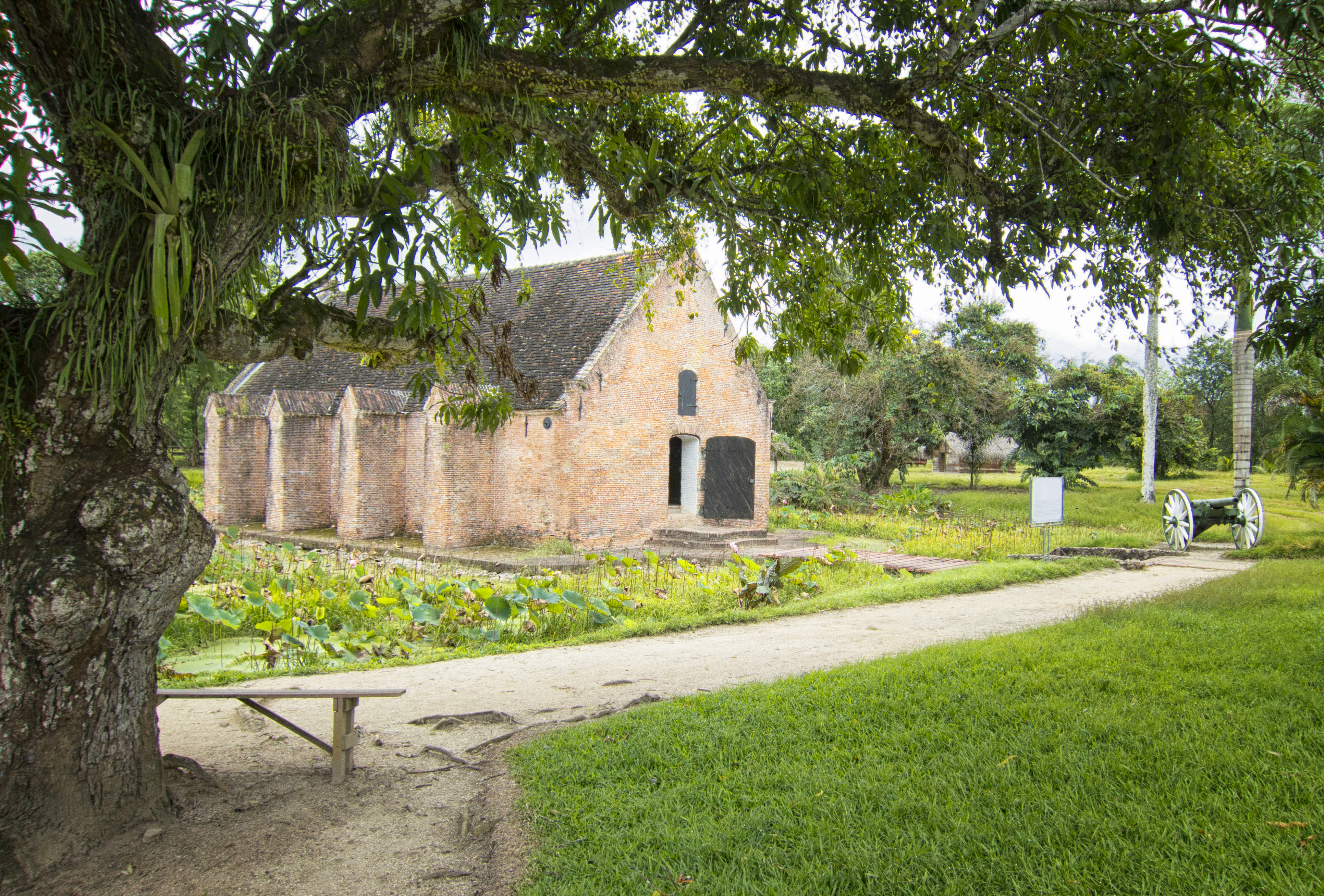
Kruithuis 1778 bij Fort Nieuw-Amsterdam. Hier hield hij zijn eerste solo-expositie (2011)

In augustus/september 2011 hield hij zijn eerste solo-expositie in Kruithuis 1778 bij Fort Nieuw-Amsterdam, met de titel Passie, kleur en emotie.
Later gaf hij een solo-expositie in Frans-Guyana en zijn derde solo-expositie was in 2020 bij Zus & Zo aan de Grote Combéweg.